# Helioseismologie

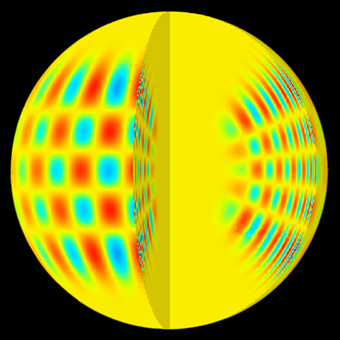
Een computergegenereerde afbeelding van het profiel van de p-modi-achtige, akoestische oscillatie in het binnenste van de zon en aan het zonneoppervlak.

Helioseismologie - afgeleid van helios (Grieks voor zon) en seismologie (leer der aardbevingen) - is een wetenschappelijke tak van de solaire astrofysica en tegelijkertijd een interdisciplinair onderzoeksgebied waarin de zelfoscillatie van de zon wordt geanalyseerd en op die manier kennis over de inwendige structuur van de ster wordt verworven. De Amerikaanse natuurkundige Robert B. Leighton maakte in 1960 als eerste de ontdekking van de vijfminutenoscilatie officieel bekend en stond daarmee aan de wieg van dit nieuwe deelgebied binnen de astronomie. Overigens werd de vijfminutenoscillatie enkele maanden eerder al door Franz-Ludwig Deubner waargenomen, maar hij dacht dat de ritmische, op- en neerwaartse bewegingen van het zonneoppervlak het gevolg waren van een volgfout in zijn telescoop.
Het interval waarmee de oscillaties optreden, bedraagt ongeveer vijf minuten en kon aan de hand van terrestrische waarnemingen en met behulp van ruimtesondes als de SOHO nauwkeurig worden bepaald. Dankzij een gedetailleerde analyse van de waarnemingen en de verzamelde gegevens kunnen nauwkeurige conclusies worden getrokken over verschillende natuurkundige grootheden van de zon, bijvoorbeeld de voortplantingssnelheid van geluid in het binnenste van de zon. Bovendien kunnen met deze gegevens visuele voorstellingen worden gemaakt van de temperatuurverdeling en de magnetische velden onder het zonneoppervlak.